# 카시모프

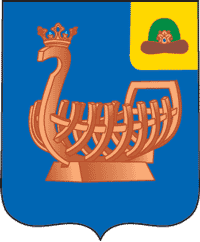
Town's coat of arms

카시모프(러시아어: Каси́мов, 타타르어: Касыйм/Qasím 카심)는 러시아 랴잔주의 도시이다. 카시몹스키군의 중심지이다. 거리는 오카강의 좌안에 면해한다.
옛날에는 카심 한국의 수도였고 타타르인이 많았던 도시였다. 이전에는 한키르맨(타타르어: Xankirmän/Ханкирмән), 고로데츠 메쇼르스키(Городец Мещёрский), 노비 니조보이(Новый Низовой)등의 이름에서도 유래되었다.